# Mediación (derecho)
La mediación es un método alternativo de resolver conflictos, que tiene como finalidad intrínseca llegar a la solución integral de un conflicto entre partes (pueden ser dos o más personas), evitando de este modo llegar a la instancia judicial. Recientemente, se ha preferido el término «método adecuado», en lugar de «alternativo», puesto que la mediación no es, ni puede ser, excluyente de la posibilidad de acceso a la vía judicial como derecho humano fundamental.
Una de las deficiniones más abarcadoras del término conflicto indica que es una interacción en negativo o confrontaciones entre dos o más personas las cuales tienen una discrepancia profunda por un asunto de naturaleza sustantiva, procesal o emocional.  Esta deficinión es una abarcadora, que permite ver que el conflicto, puede ser o abarcar múltiples esferas.
En la mediación son las partes las que tratan, por sí mismas, de alcanzar un acuerdo que sirva de solución al conflicto con la asistencia de un tercero (mediador) que les presta ayuda profesional. Los principios rectores que guían e instrumentan la mediación son: la confidencialidad, la voluntariedad y la plena comunicación entre las partes, la imparcialidad del mediador interviniente y la neutralidad del mismo frente a la materia traída a cuestión. La mediación moderna se ha configurado como una nueva forma de acceso a la justicia y se han establecido en muchos países servicios de mediación dentro del propio sistema de Administración de Justicia. 
La voluntariedad ha de entenderse como posibilidad de cualquiera de las partes a dejar mediación y no alcanzar necesariamente un acuerdo. En muchas legislaciones se ha impuesto la mediación como requisito de procedibilidad antes de acudir a los tribunales (intento de mediación) o como obligación por derivación judicial (una vez comenzado el pleito si el juez considera que puede resolverse por mediación). Estas posibilidades suelen denominarse como obligatoriedad o voluntariedad mitigadas. También hay países que mantienen la voluntariedad en sentido estricto como sistema al que deben acudir espontáneamente las partes. 
Se basa en la cultura de paz, la democracia, la pacificación social, el diálogo individual y social, el respeto, y el consenso para la convivencia. Consiste en la intervención de un tercero en un conflicto, el mediador, con el fin de facilitar el acercamiento de las partes enfrentadas y promover un proceso de negociación que permita arribar a un acuerdo consensuado y aceptado por las partes que ponga fin al conflicto.
La mediación se distingue de otros sistemas alternativos de resolución de conflictos como la negociación, la conciliación y el arbitraje. La mediación se caracteriza por el principio de neutralidad y no reemplaza el papel protagonista de las partes en la elaboración del acuerdo. La mediación se ha mostrado como un sistema muy eficaz para la solución de controversias, sobre todo en aquellas en las que existe alguna carga emocional o hay que pensar en las relaciones personales o económicas futuras. Una de las grandes ventajas de la mediación es la posibilidad de racionalizar el conflicto y desescalarlo, al desarmar las posiciones buscando los intereses y necesidades de las partes. La mediación ha experimentado una gran expansión aplicándose de manera eficiente a todos los campos de conflicto. No obstante, en Europa, esta expansión ha funcionado de manera muy desigual en los diferentes estados y se ha ralentizado en los últimos tiempos. Por este motivo, algunos países como España están tratando de impulsar de nuevo la mediación como Medio Adecuado de Solución de Controversias (MASC).
La mediación adquiere características especiales según se trate de conflictos internacionales, sociales o colectivos, e individuales. Puede afirmarse que la mediación es una fórmula moderna de solución de conflictos que se ha consolidado y se encuentra en plena expansión. Aunque el origen de la mediación moderna puede considerarse que parte de la experiencia en EE. UU., la UE ha establecido la necesidad de que los países miembros adopten este mecanismo de resolución de disputas "con vistas a facilitar y mejorar el acceso a la justicia". Es decir, se concibe como una forma más de acceso a la Administración de Justicia.
La definición de la U.E. sobre la mediación es "un procedimiento estructurado, sea cual sea su nombre o denominación, en el que dos o más partes en un litigio intentan voluntariamente alcanzar por sí mismas un acuerdo sobre la resolución de su litigio con la ayuda de un mediador. Este procedimiento puede ser iniciado por las partes, sugerido u ordenado por un órgano jurisdiccional o prescrito por el Derecho de un Estado miembro".

## Beneficios
Un beneficio claro de este sistema es que hay mayores posibilidades de cumplimiento voluntario y colaborativo de la decisión tomada, si lo comparamos con la sentencia de un juez. 
En este sentido, mediación descomprime el trabajo de los juzgados, que solo intervendrán en caso de no que no se llegue a un acuerdo. Además, en muchos casos supone un ahorro de tiempo y costes en comparación a los procesos judiciales.
La mediación prejudicial es la que se hace antes de iniciar un juicio para que las personas encuentren una solución al problema sin necesidad de recurrir a un juez; es voluntaria, confidencial y está basada en el diálogo. Sirve para que las personas encuentren de forma rápida y sencilla una respuesta a sus problemas jurídicos, de modo que son las personas quienes encuentran la solución al problema y no un juez. En caso de que no se resuelva el problema en mediación, recién se puede ir a la Justicia, como un segundo paso a seguir.
En un juicio una parte gana, pero la otra pierde; en la mediación se dialoga para que ambas partes lleguen a un acuerdo con la ayuda de un tercero imparcial en el que ambas partes ganen.
La mediación se caracteriza por poner en contacto de una forma menos formal y menos rígida a las partes que están en conflicto, estableciendo puentes para el diálogo, formas de acercamiento de posturas y maneras de establecer consensos de una forma natural, a través de mucho diálogo, mucha comunicación y de una forma directa cara a cara. Además, una mediación implica que ambas partes participan voluntariamente, por lo que el resultado del encuentro siempre está amparado por el respeto y por las pautas que el mediador dictamine para el encuentro.

## Principios de la mediación
Los principios que rigen e inspiran el proceso de mediación son la voluntariedad, la confidencialidad, la imparcialidad, la neutralidad y la flexibilidad. Además, en el proceso de mediación las partes tienen que observar un principio de buena fe y colaboración con la persona mediadora.
El principio de voluntariedad se traduce en que las partes en conflicto podrán, en cualquier momento, decidir que no continúe la mediación o poner fin al proceso. No están obligados a mantenerse o continuar en la mediación. Además, siempre debe estar abierta la vía judicial para el caso de que la mediación no finalice con un acuerdo o que no se quiera o pueda seguir con el proceso de mediación. En este sentido debe respetarse siempre el derecho fundamental de toda persona a un recurso efectivo ante los tribunales nacionales competentes, que la ampare contra actos que violen sus derechos fundamentales reconocidos por la constitución o por la ley (reconocido en el artículo 8 de la Declaración Universal de Derechos Humanos). Sin embargo, el principio de voluntariedad no implica, necesariamente, que no pueda exigirse la mediación como requisito de procedibilidad antes de acudir a los tribunales. Muchos países han optado por obligar a acudir a la mediación antes de intentar la vía judicial que se concibe como el último recurso. Por este motivo, se habla de mediación prejudicial obligatoria en Argentina y se ha optado por modelos intermedios en los que debe existir, al menos, un intento de mediación o acudir a una sesión informativa en otros países. A esta última posibilidad se le ha denominado voluntariedad mitigada u obligatoriedad mitigada

## Tipos de mediación
En Argentina, se distingue la mediación obligatoria, que es impuesta por la ley para diversos procesos o sobre diversas materias, de la voluntaria. Por otro lado existe la mediación facultativa por la cual las partes se ponen de acuerdo (libertad) para seleccionar al mediador y lo presentan al juez por medio de un formulario o solicitud.
En España la mediación se clasifica en:
- Mediación civil y mercantil[10]
- Mediación matrimonial
- Mediación en empresa familiar
- Mediación familiar
- Mediación escolar
- Mediación de corporaciones
- Mediación sanitaria
- Mediación laboral
- Mediación penal
- Mediación comunitaria
- Mediación Administrativa
- Mediación escolar

La clasificación es simplemente orientativa pero lo más relevante es que desde el Consejo General del Poder Judicial (CGPJ), como máximo órgano de representación de jueces y tribunales, se ofrecen protocolos para poder realizar la mediación intrajudicial (una vez iniciado el pleito y provocando su suspensión) en todas las jurisdicciones (civil-mercantil, penal, social y contencioso-administrativa).
También existe la mediación organizacional o laboral entre pares o entre supervisores y subalternos, que se lleva a cabo en forma formal o informal.

## Procedimiento
El procedimiento de mediación consiste en una o más reuniones que se realizan en la oficina del mediador a las que van las personas convocadas acompañadas por sus abogados. Al finalizar cada encuentro se firma un acta para dejar constancia de la presencia de todos los asistentes que contendrá también la firma y sello del mediador; y si hay acuerdo, además se firma un convenio que, si no se cumple, se puede hacer valer como una sentencia judicial.
En Argentina el demandante presentará ante el juzgado sorteado el escrito de demanda y luego se definirá el mediador (por ej. por sorteo). La demanda quedará en espera al resultado de la mediación.
El mediador elegido deberá ser notificado y contestar si acepta el cargo fijando, en caso de aceptar, la fecha y lugar de la primera audiencia en un plazo de 5 a 15 días dependiendo donde sea el trámite (por ejemplo Provincia de Buenos Aires 5 días)
Ya con el mediador los participantes deberán firmar un Convenio de Confidencialidad de las actuaciones. Si la mediación fracasó, las partes presentarán el resultado al juzgado para que se proceda con la demanda.
Se puede recusar al mediador durante 3 días desde la notificación. El proceso de mediación durará 60 días hábiles desde la primera audiencia. Podrá prorrogarse poe acuerdo de partes.
Si la mediación fue un éxito, no es necesario homologarla ante el juez. El acuerdo por sí solo tiene la misma validez que una sentencia.
Existe la mediación relacionada con asuntos legales y también la mediación voluntaria entre personas o grupos interesados. Hay casi tantas formas y estilos de proceder en cuanto a la mediación como mediadores. Entonces, hay muchísimos estilos de mediación. Uno de ellos es la Mediación Dirigida por los Individuos (MDI) para lidiar con conflictos interpersonales entre pares y la Evaluación de Desempeño Negociada (EDN) para los conflictos jerárquicos (o sea, entre supervisores y subalternos). En ambos casos el mediador se reúne con los interesados en forma separada durante una o más reuniones preliminares y solo cuando estos han sido escuchados y preparados para dialogar, el intermediario se reúne con ambas partes en una sesión conjunta. En la sesión conjunta las partes se hablan directamente y no por medio del mediador. El mediador marca la importancia del papel que juegan los participantes al sentarse a varios metros de distancia e intenta interrumpir lo menos posible durante la sesión conjunta. Estos modelos se prestan especialmente a conflictos interpersonales arraigados y fueron desarrollados por el chileno Gregorio Billikopf Encina en su carrera con la Universidad de California y Universidad de Chile.

## Audiencias
En Argentina, en la primera audiencia constituirá domicilio procesal el requerido (demandado). La fecha de las audiencias posteriores se fijarán en la anterior o por cédula.
Es requisito necesario que las partes concurran con sus representantes. Existen excepciones en las cuales se permite la ausencia de las partes sustanciales (demandante o demandado) en caso de personas jurídicas, personas impedidas físicamente, domiciliados en otra jurisdicción cuando cuenten con un tercero apoderado con facultades para acordar.

## Acuerdo
El acuerdo puede ser el resultado de la mediación cuando se logra a través del procedimiento de mediación. No obstante, la mediación sólo implica una obligación de medios y no de resultado por lo que la mediación puede finalizar sin acuerdo. En todo caso, si hay acuerdo, éste debe reflejarse en el acta final de la última sesión de mediación y el acta debe ser firmado por las partes y por el mediador. No obstante, el acuerdo es exclusivamente de las partes y contiene sus compromisos y obligaciones para poner fin al conflicto. En consecuencia, el acuerdo lo firman las partes y están obligadas a cumplirlo. Habitualmente, si la mediación ha sido fructífera y el acuerdo satisface los intereses y necesidades de las partes, los acuerdos alcanzados en mediación suelen cumplirse espontáneamente y por convicción. No obstante, es importante que después de la mediación se realice un seguimiento para conocer el grado de cumplimiento de los acuerdos. Cada parte debe conservar un ejemplar.
En Argentina, cuando en el proceso hayan incapaces o menores deberá ser homologado por el juez. Para ello el mediador tiene tres días para remitir al juez el acuerdo. En España, el acuerdo es vinculante desde que se acepta pero puede llegar a tener fuerza ejecutiva si se eleva a escritura pública a través de un notario o fedatario público. También es posible conseguir la homologación judicial del acuerdo, a modo de transacción. En caso de que estemos ante un proceso de separación o divorcio y haya hijos menores sujetos a patria potestad o con discapacidad, el acuerdo debe revestir la forma de convenio regulador y debe ser homologado por el juez con informe del Ministerio Fiscal.

## Procesos que no requieren mediación prejudicial obligatoria en Argentina
- Causas penales
- Casos de divorcio, separación personal, patria potestad, filiación y nulidad de matrimonio, excepto en el ámbito patrimonial.
- Juicios de alimentos, incapacidad, inhabilitación, rehabilitación, amparos y habeas corpus
- Causas contra el Estado, municipios y empresas autárquicas
- Juicios sucesorios, voluntarios, concursos preventivos, quiebras y casos de trabajo.

## Requisitos para ser mediador
La profesión de mediador no está regulada en la mayoría de los países donde se aplica. Por lo general se requiere tener una titulación universitaria dentro del ámbito de las ciencias sociales o jurídicas, una especialización en materia de resolución de conflictos, y amplia experiencia profesional. Estados Unidos, España y Argentina, son países que han llegado a regular en los últimos años el ejercicio de esta profesión, estableciendo condiciones de colegiatura. 
En Argentina, por ejemplo, se requiere:
- Título de abogado con 3 años de ejercicio profesional (Argentina)
- Examen de idoneidad
- Contar con oficinas aptas para la mediación con dos salas para audiencias conjuntas y privadas. En caso de pertenecer a un centro de mediadores, contar con seis salas de audiencias y dos salas de espera.
- No haber asistido profesionalmente a alguna de las partes durante el año anterior.

En España, para ser Mediador Civil y Mercantil, es suficiente con tener Titulación Universitaria de origen, cualesquiera que esta sea, así como también es suficiente la Formación Profesional Superior, siempre y cuando, además, se cuente con Formación Específica en Mediación de al menos 100 horas y un seguro de responsabilidad civil profesional.
Muchas Universidades públicas y privadas ofrecen la formación específica habilitante, requerida legalmente, para ejercer como mediador profesional. También existe una importante red internacional de Universidades, la Conferencia Internacional de Universidades para el Estudio de la Mediación y el Conflicto (CUEMYC) que ofrece información, congresos y materiales especializados en estudios de postgrado en mediación.
En cuanto a las entidades más importantes que aglutinan Profesionales de la Mediación en España tenemos a las siguientes:
- Federación de Asociaciones de Profesionales de la Mediación (FAPROMED)
- Asociación de Mediadores de Madrid (AMM).
- Soluciona Mediación 
- Asociación de Mediación de Cantabria (AMECAN).
- Asociación Interdisciplinar (AIEFF)